# François Vanden Eynde
François Vanden Eynde ou Van Den Eynde est un footballeur  et entraîneur belge né le 14 octobre 1911 à Saint-Gilles (Belgique).

## Biographie
Attaquant qui a marqué de nombreux buts pour l'Union Saint-Gilloise, il a fait partie de l'Union 60 surnom de l'équipe demeurée invaincue durant 60 matches consécutifs de championnat de 1933 à 1935. 
Triple champion de Belgique, François Vanden Eynde a également joué quatre matches en équipe de Belgique, de 1932 à 1934.
Il a entraîné l'Union Saint-Gilloise en 1964-1965.

## Palmarès
- International belge de 1932 à 1934 (4 sélections et 2 buts marqués)
- Champion de Belgique en 1933, 1934 et 1935 avec la Royale Union Saint-Gilloise
- 286 matches et 126 buts en Division 1